# Jean-Sébastien Legros
Jean-Sébastien Legros (16 februari 1981) is een Belgisch-Luxemburgs voetbalcoach en voormalig voetballer. 

## Spelerscarrière
Legros speelde als box-to-box-speler bij verschillende Belgische clubs in de Tweede en Derde Klasse. Tussen 2011 en 2013 speelde hij bij het Luxemburgse F91 Dudelange. Legros speelde jarenlang samen met zijn jongere broer Guillaume. Legros heeft Luxemburgse roots en werd in december 2012 genaturaliseerd tot Luxemburger.

## Trainerscarrière
Na zijn spelersafscheid ging Legros meteen aan de slag als hoofdtrainer van Stade Disonais. In zijn eerste seizoen dwong hij meteen promotie naar de nationale reeksen af: toen de competities in maart 2020 werden stopgezet vanwege de coronapandemie stond Stade Disonais eerste in Eerste Provinciale Luik, waarna de club werd uitgeroepen tot kampioen van de reeks. Het seizoen 2020/21 ging door diezelfde coronapandemie quasi volledig in rook op. In het seizoen 2021/22 werd Dison echter opnieuw kampioen in zijn reeks, waardoor de club naar de Tweede afdeling promoveerde.
In juni 2022 nam Legros na drie jaar afscheid van Stade Disonais. Enkele dagen later kondigde eersteklasser RFC Seraing officieel aan dat Legros de nieuwe assistent van hoofdtrainer José Jeunechamps werd.
Toen Jeunechamps op 31 oktober 2022 ontslagen werd, nam Legros het roer over bij Seraing, dat na vijftien speeldagen de laatste plaats deelde met Zulte Waregem. Een dag eerder had Legros al de honneurs waargenomen tijdens de 1-2-competitienederlaag tegen Union Sint-Gillis als vervanger van de geschorste Jeunechamps.
1 Galjé ·
2 Sylla ·
4 Tshibuabua ·
6 Cachbach ·
8 Kilota ·
9 Elisor ·
10 Marius ·
11 Abanda ·
12 Bernier ·
14 Guillaume ·
15 Lahssaini ·
16 Martin ·
18 Poaty ·
20 Ba ·
21 Sambu ·
23 Lepoint ·
30 Dietsch ·
34 Trémoulet ·
35 Conceição ·
40 Opare ·
52 Serwy ·
53 D'Onofrio ·
61 Silini ·
67 Renzulli ·
70 Solheid ·
Coach: Jeunechamps